# Flow Podcast
Flow Podcast é um podcast brasileiro fundado por Bruno Monteiro Aiub (Monark), Igor Rodrigues Coelho (Igor 3K) e Gianluca Santana Eugenio (Gianzão) em 2018. O programa é produzido e dirigido por Gian e foi apresentado, primariamente, por Monark e Igor 3K. Já entrevistaram várias pessoas, incluindo políticos, influencers digitais, entre outras celebridades. É considerado um dos mais assistidos do país, com mais de 5 milhões de inscritos no YouTube. Segundo Monark, o Flow foi inspirado no The Joe Rogan Experience, do podcaster Joe Rogan. Ainda de acordo com ele, não há pauta ou conversa prévia ao programa. O UOL e a Exame disseram que o Flow é notável por seu estilo informal, assemelhando-se a uma "conversa de bar".
Em 8 de fevereiro de 2022, o idealizador e fundador Monark se desligou do programa devido a uma declaração considerada por muitos como antissemita. A partir de então, houve uma reformulação do podcast, que passou a ser liderado por Igor 3K, buscando expandir-se em um "ecossistema de mídia, informação e tecnologia".

## História

Igor 3K em 2025

Antes de criar o podcast, Bruno Monteiro Aiub (Monark — São Paulo, 17 de agosto de 1990) e Igor Rodrigues Coelho (Igor 3K — Rio de Janeiro, 26 de abril de 1985) tinham canais de jogos eletrônicos. Porém, conforme o primeiro, "gameplay nunca deu tanto dinheiro". Em 2014, Igor criou um canal de jogos eletrônicos no qual jogava Grand Theft Auto, mas ele "[acabou] ficando maluco". Monark e Igor estavam "putos com a vida", com ambos concordando que o Flow Podcast é "fruto do ódio" e "da depressão". Para o nome do podcast, Monark inicialmente sugeriu o nome "Cult Flow", mas Igor disse que apenas Flow ficaria melhor. Inicialmente o estúdio ficava em Curitiba, porém em 2019 Igor e Monark se mudaram para São Paulo para facilitar a vinda dos convidados.
No início, Monark e Igor bancavam todos os custos do Flow Podcast, mas, a partir de fevereiro ou março de 2020, o programa começou a se pagar. Desde então, ambos viviam apenas do Flow Podcast, ganhando dinheiro a partir de patrocínios, AdSense, Twitch, inscrições diretas por meio de plataformas digitais, e a venda de Flowcoins, uma criptomoeda usada para enviar mensagens ao programa. Quando perguntados se eles pensavam em adaptar o Flow para rádio ou televisão, Igor respondeu que "a gente precisa da liberdade, se não tiver liberdade, aí é outro programa."
O programa serviu de inspiração e fomento para a criação de diversos outros podcasts do Brasil, como o Ciência Sem Fim de Sérgio Sacani que busca divulgação científica, o podcast Podpah apresentado pela dupla Igão e Mítico, pautado em temas para periferia e em tom mais descontraído, o À Deriva Podcast de Arthur Petry.
Em 7 de fevereiro de 2022, Monark defendeu a existência de um partido Nazista no Brasil em programa com os deputados federais Kim Kataguiri (PODE-SP) e Tabata Amaral (PSB-SP). O programa gerou grande repercussão,  e o Flow teve um prejuizo de R$ 8 milhões, chegando a ficar com a conta zerada. O Flow Sport Club passou oito dias inativo e perdeu os direitos de transmissão do Campeonato Carioca. No dia seguinte, foi anunciado o desligamento de Monark do Flow, que criou seu próprio podcast, o Monark Talks, na plataforma Rumble. Após o fato, diversos influenciadores, como Thiago Nigro e o youtuber Davy Jones, investiram no projeto e foram feitas outras parcerias comerciais. Com isso, em 2022, o Flow teve um prejuizo relativamente pequeno, de R$ 2 milhões.

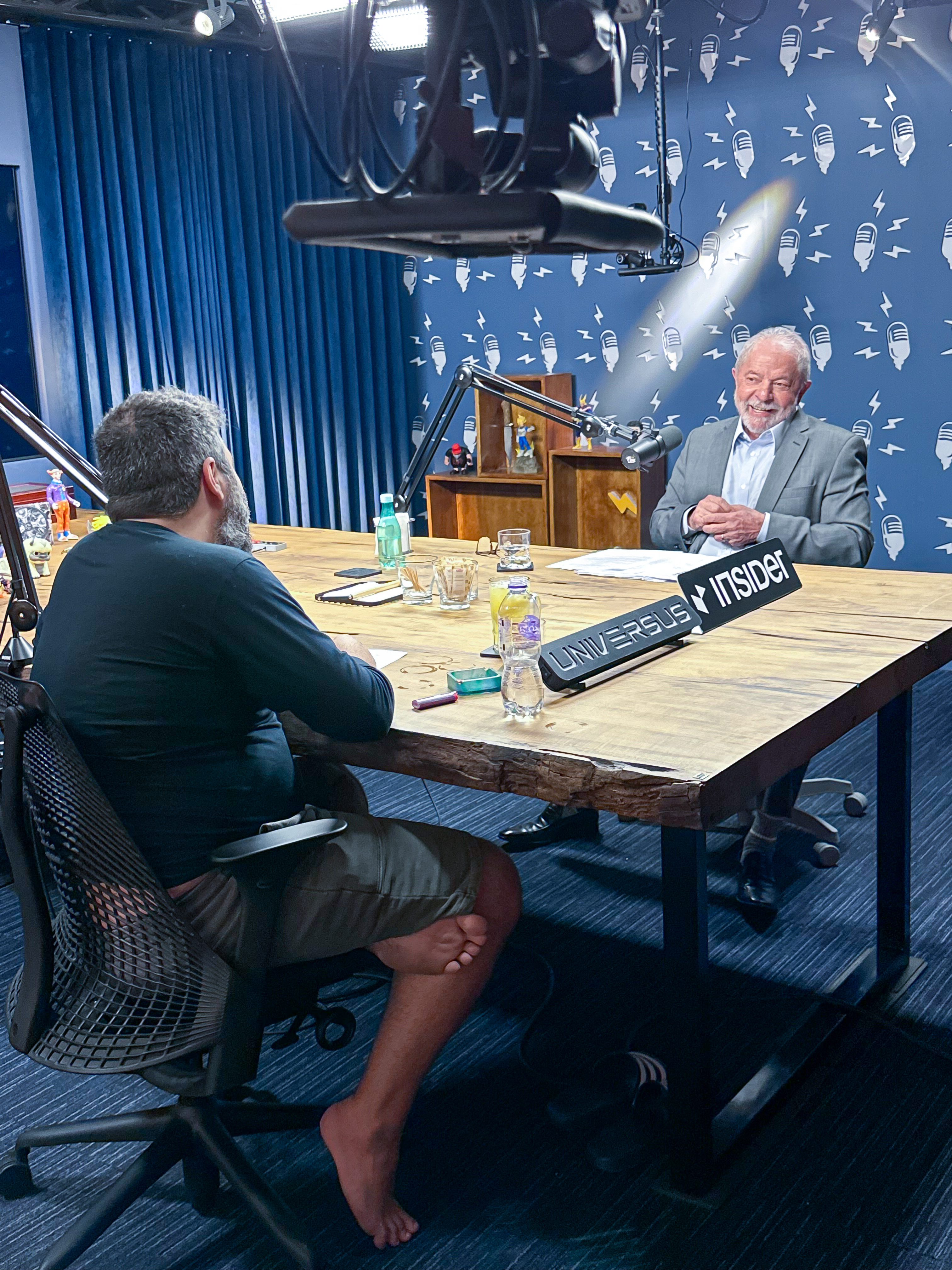
Lula no Flow

Em 2022, diversos presidenciáveis participaram do Flow como parte de suas estratégias políticas para as eleições naquele ano. Eles são Sergio Moro, Jair Bolsonaro, Ciro Gomes, Simone Tebet e Luiz Inácio Lula da Silva.  No ano seguinte, Igor 3K anunciou que a reputação do podcast havia sido restaurada e estava prestes a recuperar o prejuízo causado pela fala de Monark. Em agosto de 2023, a Globo fechou uma parceria com o Flow Sport Club. A partir do dia 23, o canal apareceria na aba de parceiros do Globo Esporte, e o canal ganhou o direito de transmissão da série B do campeonato brasileiro.
Em maio de 2023, anunciou uma nova vertical de conteúdo, com um canal com programação jornalística que contaria com nomes como o de Carlos Tramontina, ex-Globo.
Em 16 de outubro de 2023, o Flow anunciou a criação do reality show A República. De acordo com Igor 3K, o programa seria uma mistura de Big Brother Brasil com O Aprendiz, onde ex-políticos, influenciadores de política e pesquisadores terão que passar por provas para testar aqueles que "se acham capazes de consertar o Brasil". No mesmo mês, todas as mídias do Flow passaram a ser geridas pelo Grupo Flow, cuja CEO é Sarah Buchwitz, ex-CMO da Mastercard. O antigo CEO, Andre Gaigher, passou a atuar como CCO.
O Grupo Flow anunciou que o projeto do Flow News teria o seu "ciclo encerrado" em 30 de maio de 2025, cancelando as atrações do canal. A marca retornará no futuro, dentro de um novo formato.

## Controvérsias

### Xbox Mil Grau
| ♔ Monark | Logo do Twitter, um pássaro azul estilizado |
| @monark  |                                             |

            Como eu ja havia dito antes, eu conversaria ate com o Hitler em pessoa no Flow Podcast. Não existe assunto taboo, não existe pessoa proibida. Eu conversaria com um serial killer, sem problemas, dado as devidas precauções kkkkk

15 de junho de 2020

Entre o fim de maio e início de junho de 2020, membros do canal Xbox Mil Grau começaram a ser acusados principalmente de racismo após tweets e falas em livestreams consideradas como tal. Apesar disso, o Flow convidou o canal para o podcast, causando controvérsias; Monark afirmou que, após a publicação do episódio, o Flow virou o "inimigo número um" de algumas pessoas. Posteriormente, durante uma participação no The Noite com Danilo Gentili, do SBT, quando perguntados se "[pensariam] duas vezes antes de chamar alguém" devido à polêmica, Monark e Igor afirmaram que não, acrescentando que medo ou polêmica não é um critério para chamar ou não alguém ao podcast.

### Declaração sobre racismo
Em outubro de 2021, o programa perdeu o patrocínio do aplicativo de entregas iFood, após Monark perguntar no Twitter se "ter uma opinião racista é crime". A empresa divulgou nota em que sustentou repudiar "qualquer tipo de preconceito ou ato de discriminação". No mês seguinte, o podcast e o iFood divulgaram uma nota em conjunto afirmando que manteriam parcerias pontuais, mas não o patrocínio.

### Defesa da existência de um partido nazista
Em 7 de fevereiro de 2022, durante o episódio que teve participação dos deputados federais Kim Kataguiri (UNIÃO-SP) e Tabata Amaral (PSB-SP), o apresentador Monark defendeu a existência de um partido nazista legalizado no Brasil.
| “ | A esquerda radical tem muito mais espaço do que a direita radical, na minha opinião. As duas tinham que ter espaço. Eu sou mais louco que todos vocês. Eu acho que o nazista tinha que ter o partido nazista, reconhecido pela lei. | ” |
|   | — Bruno Aiub ("Monark", ). |   |

Além da defesa da criação do partido nazista, sustentou que as pessoas deveriam ter o direito de ser "antijudias". Tabata rebateu a opinião, afirmando que a liberdade de expressão não deve colocar em risco a vida de outros, e que ideologias como o nazismo coloca grupos inteiros em risco. Kim, por sua vez, afirmou que um partido nazista não deveria ser banido. De acordo com Kim, apesar de considerar o nazismo uma "ideologia nefasta", impedir o debate público sobre ideologias extremistas não impede o crescimento de grupos extremistas.

#### Repercussões
As declarações do comunicador geraram reação de entidades israelitas, incluindo o Museu do Holocausto de Curitiba, a Confederação Israelita do Brasil (CONIB) e a Federação Israelita de São Paulo (FISESP). O Museu do Holocausto mencionou um comentário passado de Monark, e convidou-o a uma visita ao museu para perceber "que o nazismo foi muito além de pessoas exercendo, em suas palavras, o 'direito de serem idiotas'". A CONIB condenou a ideia de um partido nazista no Brasil e a do direito de ser antijudeu. A FISESP repudiou as ideias apresentadas pelo comunicador, afirmando que Monark demonstra um descomprometimento com a democracia e os direitos humanos. A embaixada da Alemanha no Brasil se pronunciou dizendo que defender nazismo não é liberdade de expressão.
Diversos entrevistados solicitaram que episódios em que foram entrevistados por Monark fossem retirados do ar, como Gabriela Prioli, Benjamin Back, MV Bill, Lucas Silveira e Ednaldo Pereira. Partidos, políticos e ministros do STF repudiaram as falas do comunicador. Empresas que patrocinavam o canal ou já o haviam patrocinado emitiram notas de repúdio às declarações e encerraram contratos com o canal Flow. Já a Federação de Futebol do Estado do Rio de Janeiro (FFERJ) rescindiu o contrato que possuía com o Flow Sports Club (sub-canal do grupo sobre assuntos esportivos) para realização das transmissões do Campeonato Carioca de 2022. No dia seguinte à live, Monark chegou a pronunciar-se dizendo que estava sob efeito de bebida alcoólica e que a fala havia sido distorcida.
No mesmo dia, os Estúdios Flow comunicaram através das suas redes sociais que Monark não fazia mais parte do grupo. Posteriormente, Monark disse que "posso ter errado na forma como me expressei, mas o que estão fazendo comigo é um linchamento desumano". Ao que o Museu do Holocausto respondeu: "Linchamento desumano é o que fizeram com Moïse Kabagambe (...) Você errou, por isso reiteramos nosso convite! De coração aberto! Venha nos visitar, sem alarde".
De acordo com Igor 3K, o Flow teve um prejuízo de 8 milhões após a fala, chegando a ficar com a conta zerada.
A confirmação do desligamento de Monark do Flow se deu com sua última participação do podcast, no dia 08/02/2022, em que, num ato simbólico, convidaram o professor André Lajst, que é judeu, doutorando em ciências políticas e palestrante. Na ocasião, ele pontuou que o nazismo não perseguiu apenas judeus, mas também grupos como negros e gays, e enfatizou que este tipo de declaração não é aceitável.

#### Matéria do jornal The New York Times
No dia 13 de fevereiro de 2022, Monark defendeu-se no jornal The New York Times, e afirmou ter feito uma defesa da Primeira Emenda da Constituição dos Estados Unidos, também comentou que o real problema foi ter defendido a sua ideia "(...) de uma maneira muito ruim, de uma maneira estúpida" e afirmou com veemência não ser nazista.
Após a matéria da revista norte-americana, Joe Rogan, grande inspirador para o Flow Podcast existir, comentou sobre o caso após conversa privada com Gleen Greenwald, leu a matéria no seu podcast The Joe Rogan Experience no Spotify de número 1781, com participação de Coleman Hughes que defendeu Monark tendo dito que "A censura quase nunca funciona". O apresentador do programa Joe Rogan também relembrou sobre "A União Americana pelas Liberdades Civis em que muitos eram advogados judeus" preferiu não silenciar os nazistas e conforme ele isso aconteceu apenas 30 anos após o holocausto.

## Desempenho
Flow Podcast esteve frequentemente entre os podcasts de maior audiência no Brasil. O programa estreou na parada de Top Podcasts da Apple Podcasts em 17 de fevereiro de 2019, alcançando o topo da parada em várias ocasiões e em dias consecutivos — a primeira delas em 13 de agosto de 2020. Em 2023, o programa apareceu numa lista do LinkedIn Notícias de melhores podcasts brasileiros do ano.
A entrevista de Sergio Moro no início de 2022 chegou a 82 mil telespectadores simultâneos, perdendo para a audiência de Lula no podcast Podpah (292 mil) e o streamer Casimiro na Twitch (545,6 mil). A entrevista de Jair Bolsonaro no dia 8 de agosto de 2022 atingiu um pico de 573 038 telespectadores, superando a de Lula no Podpah. Em 26 de setembro de 2022, o Flow Podcast alcançou outro marco entrevistando o candidato a presidência Ciro Gomes, sendo o primeiro podcast a entrevistar três presidenciáveis numa mesma campanha presidencial, com Jair Bolsonaro, além de Simone Tebet em 21 de agosto de 2022. Em 18 de outubro, Lula foi o quarto candidato a Presidente em 2022 entrevistado no Flow, e sua entrevista bateu o recorde de podcast mais assistido do Brasil, com mais de um milhão de telespectadores simultâneos, superando assim as demais.

## Integrantes

### Flow
- Igor Coelho (Igor 3K) (2018–atualmente)
- Gianluca Santana (Gianzão) (2018–atualmente)

- Bruno Aiub (Monark) (2018–2022)

### Flow Sport Club
Apresentadores
- Igor Coelho (Igor 3K) (2021–atualmente)
- Gustavo Sanches Matsufugi (Davy Jones) (2021–atualmente)
- Caio Messias (2021-atualmente)
- Jonathan Tomaz (Cross) (2022-atualmente)
- Matheus Capanema (2022-atualmente)
- Alexandre Salvador (2021-2023)

- Marcela Rahal (2023)[78]
- Lucas Faraldo (2023–atualmente)[43]
- Rafael Colombo (2023–atualmente)[78]
- Carlos Tramontina (2023–atualmente)[79]

## Televisão
| Ano  | Programa                     | Nota                            | Ref.   |
| ---- | ---------------------------- | ------------------------------- | ------ |
| 2020 | The Noite com Danilo Gentili | Participação (Monark e Igor 3K) | [ 80 ] |
| 2022 | Domingo Legal                | Participação (Igor 3K)          | [ 81 ] |

## Prêmios e indicações
| Ano  | Premiação                    | Categoria                 | Trabalho     | Resultado | Ref.          |
| ---- | ---------------------------- | ------------------------- | ------------ | --------- | ------------- |
| 2020 | Prêmio iBest                 | Podcast (Júri Oficial)    | Flow Podcast | Top 10    | [ 82 ]        |
| 2020 | Prêmio iBest                 | Podcast (Júri Popular)    | Flow Podcast | Venceu    | [ 82 ]        |
| 2021 | MTV Millennial Awards Brasil | Podcast Nosso de Cada Dia | Flow Podcast | Indicado  | [ 83 ] [ 84 ] |
| 2021 | Prêmio iBest                 | Podcast (Júri Oficial)    | Flow Podcast | Top 10    | [ 85 ]        |
| 2021 | Prêmio iBest                 | Podcast (Júri Popular)    | Flow Podcast | Top 10    | [ 85 ]        |

### Videografia
- Entrevista com Flow Podcast | The Noite (22/09/20). The Noite com Danilo Gentili. 22 de setembro de 2020. Consultado em 10 de fevereiro de 2022 – via YouTube